# کی لارگو
کی‌لارگو  (به انگلیسی: Key Largo) ‏ یک فیلم نوآر جنایی درام آمریکایی محصول سال ۱۹۴۸ به کارگردانی جان هیوستون است که با بازی هامفری بوگارت، ادوارد جی. رابینسون و لورن باکال ساخته شده‌است. در نقش‌های مکمل نیز لایونل باریمور و کلر تریور حضور دارند. این فیلم توسط ریچارد بروکس و هیوستون بر پایهٔ نمایش‌نامهٔ مکسول اندرسون با عنوان کی لارگو محصول ۱۹۳۹ اقتباس شده‌است. کی لارگو چهارمین و آخرین همکاری سینمایی بوگارت و باکال بود، پس از فیلم‌های   داشتن و نداشتن (۱۹۴۴)، خواب ابدی (۱۹۴۶) و  گذرگاه تاریک (۱۹۴۷). کلر تریور برای ایفای نقش خوانندهٔ سابق و الکلیِ کاباره، «گی داون»، برندهٔ جایزه اسکار بهترین بازیگر نقش مکمل زن در سال ۱۹۴۸ شد.

## خلاصه داستان
افسری که برای دلجویی از خانوادهٔ همرزم کشتهٔ خود به یک مسافرخانهٔ دنج و نمور در جزیرهٔ جنوبی کی‌لارگو رفته (بوگارت) ازجمله افرادی است که توسط تبهکار فراری (رابینسون) و آدم‌هایش گروگان گرفته می‌شود...

## شرح داستان
فرانک مک‌کلاود، کهنه‌سرباز ارتش، به هتل لارگو در کی لارگو، فلوریدا می‌آید تا خانوادهٔ جورج تمپل، دوست و هم‌رزم پیشین خود را ملاقات کند که چند سال پیش در کارزار ایتالیا کشته شده بود. او با بیوهٔ جورج، نورا تمپل، و پدر جورج، جیمز، که مالک هتل است، دیدار می‌کند. از آن‌جا که فصل تعطیلات زمستانی به پایان رسیده و طوفانی در راه است، هتل تنها شش مهمان دارد: توتس شیک‌پوش، کرلی گستاخ، رالف بی‌احساس، خدمتکار آنجل، گی داونِ جذاب اما الکلی و سالخورده، و مرد ششمی که خود را در اتاقش پنهان کرده است. این مهمانان ادعا می‌کنند که برای ماهی‌گیری به فلوریدا کیز آمده‌اند.
فرانک برای نورا و جیمز از دلاوری‌های جورج زیر آتش دشمن می‌گوید و خاطرات کوچکی را که جورج از او نقل کرده بود، با آن‌ها در میان می‌گذارد. نورا و پدرشوهرش از فرانک خوششان می‌آید و می‌گویند که جورج در نامه‌هایش زیاد از فرانک نام می‌برده است.
هنگامی که این سه نفر در حال آماده‌سازی هتل برای طوفان هستند، کلانتر بن وید و معاونش ساویر سر می‌رسند. آن‌ها در جست‌وجوی برادران اوسئولا، دو سرخ‌پوست فراری آمریکایی، هستند. کمی پس از رفتن پلیس، گروهی از سرخ‌پوستان سمینول برای پناه گرفتن در برابر توفان به هتل می‌آیند که در میان آن‌ها، برادران اوسئولا نیز هستند.
با نزدیک شدن توفان، کرلی، رالف، آنجل و توتس اسلحه می‌کشند و فرانک و خانوادهٔ تمپل را گروگان می‌گیرند. آن‌ها توضیح می‌دهند که نفر ششم گروهشان، که خود را پنهان کرده، گانگستر بدنامی به نام جانی روکو است که چند سال پیش به کوبا تبعید شده بود. روکو منتظر رسیدن هم‌دستانش از میامی برای انجام معامله‌ای است. افراد او معاون کلانتر، ساویر، را که در حال جست‌وجو در اطراف بود، دستگیر می‌کنند. تنش بالا می‌گیرد. فرانک از دوئل با روکو امتناع می‌کند و می‌گوید که به جای قهرمانی، به حفظ جان خود باور دارد و «مرگ به‌خاطر یک روکوی دیگر یا کمتر، ارزشی ندارد». روکو به ساویر شلیک می‌کند و افرادش جسد او را با قایق پارویی به دریا می‌برند تا دفن در دریا انجام دهند.
در حالی‌که توفان در بیرون می‌غرد، روکو معشوقهٔ سابقش، گی، را وادار می‌کند برایشان آواز بخواند، و سپس او را تحقیر می‌کند. در مقابل، فرانک مؤدبانه نوشیدنی قول‌داده‌شده را به او می‌دهد و بی‌اعتنا به سیلی‌های روکو رفتار می‌کند. نورا درمی‌یابد که دلاوری فرانک هم‌پایهٔ شوهرش جورج است که در حوالی مونته کاسینو در ایتالیا کشته شد. آقای تمپل به فرانک پیشنهاد می‌دهد در هتل با آن‌ها بماند، پیشنهادی که برای نورا نیز جالب است.
سرانجام طوفان فروکش می‌کند. کلانتر وید بازمی‌گردد تا ساویر را پیدا کند و جسد او را که طوفان به محوطهٔ هتل آورده، می‌یابد. روکو بیرون می‌رود و کلانتر را قانع می‌کند که برادران اوسئولا قاتل ساویر بوده‌اند. وید آن دو را پیدا می‌کند و می‌کشد، و با جسد ساویر می‌رود. هم‌دست روکو، زیگی، از راه می‌رسد تا مقدار زیادی پول تقلبی بخرد. روکو سپس فرانک را که ملوان ماهری است مجبور می‌کند تا او و افرادش را با قایق کوچک هتل به کوبا ببرد. هنگامی‌که باند برای سوار شدن آماده می‌شود، گی اسلحهٔ روکو را می‌دزدد و پنهانی آن را به فرانک می‌دهد.
در تنگه فلوریدا، فرانک با مهارت‌های دریانوردی، زیرکی، و استفاده از اسلحهٔ دزدیده‌شده، یکی‌یکی افراد باند را می‌کشد. سپس به‌سوی کی لارگو بازمی‌گردد، در حالی‌که از طریق رادیوی دریایی از گارد ساحلی ایالات متحده درخواست کمک می‌کند و پیامی برای هتل می‌فرستد. در همین حال، گی به وید می‌گوید که مسئول قتل ساویر، روکو بوده است. وید می‌گوید که باند زیگی دستگیر شده‌اند و همراه گی می‌رود تا آن‌ها را شناسایی کند.
تلفن زنگ می‌زند: جیمز و نورا با خوشحالی می‌شنوند که فرانک سالم بازمی‌گردد. نورا کرکره‌ها را می‌گشاید تا آفتاب داخل اتاق بتابد – در حالی‌که فرانک در دریا، قایق را به‌سوی ساحل هدایت می‌کند.

## جوایز
کلر ترِور برای ایفای نقش زن مخمورِ این فیلم برندهٔ جایزه اسکار بهترین بازیگر نقش مکمل زن شد. به‌رغم آنکه قهرمان فیلم بوگارت است، برای پادقهرمان (رابینسون) در عنوان‌بندی و تبلیغات، بیشتر مایه گذاشته شده است.